# Karl Aloys Schenzinger
Karl Aloys Schenzinger (* 28. Mai 1886 in Neu-Ulm; † 4. Juli 1962 in Prien am Chiemsee) war ein deutscher Schriftsteller von Romanen, Autor von Sachbüchern und NS-Propaganda sowie Arzt.

## Leben

### Bis 1945
Karl Aloys Schenzingers Eltern waren der Steueruntersuchungsassistent Karl August Schenzinger und seine Frau Therese, geb. Knoll. Die Familie stammte aus Schwendi im Oberamt Laupheim. Karl wuchs in Ravensburg auf, besuchte das Gymnasium und legte das Abitur ab. Danach begann er eine Apothekerlehre, studierte von 1908 bis 1913 Medizin und promovierte. Im Ersten Weltkrieg diente er als Sanitätsoffizier.
Nach dem Krieg zog Schenzinger nach Hannover und widmete sich seinen schriftstellerischen Neigungen. In Das Kestnerbuch, herausgegeben von Paul Erich Küppers, erschien 1919 sein expressionistisches Drama Berggang.
Mit einem Überseedampfer fuhr er 1923 in die USA, noch ohne Englisch zu beherrschen, und schlug sich in mehreren Berufen durch. Schenzinger erwarb eine Filmkamera, gründete die „West Star Film Company“ und wollte damit den großen Filmfirmen Konkurrenz machen, wurde aber bei seinen Plänen vom Pech verfolgt.
Nach Europa zurückgekehrt, ließ Schenzinger sich 1925 in Berlin/Wedding, einem Arbeiterbezirk, als Kassenarzt nieder und widmete sich nebenbei dem Schreiben. Sein erster großer Erfolg wurde 1928 der Abenteuerroman Abitur am Niagara, der von der „Frankfurter Illustrierten“ für ein Honorar von 6000 Reichsmark abgedruckt wurde. Er kündigte daraufhin seinen ungeliebten Arztberuf und begab sich im Auftrag eines Verlages auf Weltreise (Kanada, USA, Südsee). Seine Reiseeindrücke fanden in drei Illustriertenromanen ihren Niederschlag. 1932 erschien Hitlerjunge Quex, ein Roman, dessen Verfilmung für die NS-Propaganda wichtig werden sollte. Er nimmt Bezug auf die Lebensgeschichte von Herbert Norkus. Dieser war zeitweise Mitglied der Hitlerjugend und wurde Anfang 1932 in einer gewaltsamen Auseinandersetzung getötet.
Im Zweiten Weltkrieg war Schenzinger als Arzt bei der deutschen Luftwaffe in Wien stationiert. Dort lernte er seine um 30 Jahre jüngere Ehefrau Gertraud kennen, die er 1944 heiratete. Zwei Jahre danach wurde der Sohn Axel geboren.

### Nach Kriegsende
Nach Kriegsende wurde Schenzinger im Lager Mauerkirchen in der amerikanischen Besatzungszone interniert. Vor der Landauer Spruchkammer wurde er als „Mitläufer“ eingestuft, da er trotz Sympathien für den Nationalsozialismus nie eingetragenes Mitglied der NSDAP war. Zwischen 1945 und 1949 war er in der Amerikanischen Besatzungszone mit einem Verbot schriftstellerischer Tätigkeiten belegt. In der Sowjetischen Besatzungszone wurden viele seiner Schriften auf die Liste der auszusondernden Literatur gesetzt.
Schenzinger übte erneut seinen Beruf als Arzt aus und praktizierte zunächst an der Heil- und Pflegeanstalt Mainkofen bei Deggendorf. Dort eröffnete er 1950 auch eine eigene Arztpraxis, ohne das Schreiben zu vernachlässigen. Ab 1951 lebte er mit seiner Familie in Prien am Chiemsee, wo er 1962 im Alter von 76 Jahren starb.
Schenzingers Vergangenheit als Autor eines der bekanntesten NS-Propagandaromane behinderte keineswegs seine Nachkriegskarriere. In dem Jahrzehnt vor seinem Tod entstanden weitere populärwissenschaftliche Bücher, und seine naturwissenschaftlichen Romane wurden mehrmals neu aufgelegt, zuletzt 1973–1975 als Heyne-Taschenbuch. Das Heimatbuch der Gemeinde Schwendi von 1969 porträtiert ihn im Kapitel Bedeutende Männer als Gestalter „sprödeste[r] technische[r] Probleme zu spannenden Romanen in farbigster Art“, ohne dass Hitlerjunge Quex auch nur erwähnt wird.

## Werk

### Der Hitlerjunge Quex(1932)
Mit dem Roman Man will uns kündigen (1931) ließ Schenzinger erstmals Sympathien für die NSDAP erkennen. Baldur von Schirach, der spätere Reichsjugendführer, wurde auf ihn aufmerksam und beauftragte ihn, einen Propagandaroman über die Hitler-Jugend zu verfassen. So entstand der HJ-Roman Der Hitlerjunge Quex, den er nach eigenen Angaben in 14 Tagen fertigstellte. In ihn flossen seine Kenntnisse des Milieus der Berliner Arbeiterschaft und das Schicksal des erstochenen Hitlerjungen Herbert Norkus ein. 1932 wurde Quex zunächst als Fortsetzungsroman im Völkischen Beobachter, dem Zentralorgan der NSDAP, publiziert. Noch im selben Jahr erschien er in der neugegründeten Buchgemeinschaft Der Braune Buch-Ring als Buch und erreichte bis 1945 eine Auflage von einer halben Million verkaufter Exemplare. Sogar die UFA riss sich um den Stoff und verfilmte Hitlerjunge Quex 1933 unter der Regie von Hans Steinhoff und mit Heinrich George in der Rolle des Vaters von Quex bzw. Heini Völker.

### Anilin(1936)
Der Roman Anilin beschreibt die Entwicklung der organischen Chemie, stellt Chemiker, Unternehmer und wegweisende Entdeckungen dar. Schenzinger erlaubt sich einige künstlerische Freiheiten in der Darstellung von Personen und Handlungsabläufen.
Professor Friedlieb Ferdinand Runge untersuchte in Oranienburg das bis dato wertlose Teeröl, das bei der Herstellung von Koks und Leuchtgas abfiel. Runge entdeckte viele interessante Stoffe im Teeröl: Kyanol (Anilin), Leukol (Chinolin), Carbolsäure (Phenol), Stearin. Er gewann farbige Substanzen aus dem Teer und konnte das Stearin als Ersatz für Kerzenwachs in seiner Seehandlung verkaufen. Die Stoffe, die Runge fand, wurden jedoch noch nicht chemisch analysiert. Der junge Student August Wilhelm von Hofmann nimmt sich bei Justus von Liebig in Gießen der Stoffanalyse an. Ein anderer junger Chemiker aus Heidelberg, August Kekulé, macht sich Gedanken zur Struktur der organischen Verbindungen des Teeröls. Hofmann findet aufgrund der richtigen chemischen Analyse auch eine neue Darstellungsmethode für Anilin aus Benzol. Hofmann wird einer der ersten Professoren für Chemie am Royal College of Chemistry in London. In London hat Hofmann zwei große Schüler: William Henry Perkin und Charles Blachford Mansfield. Perkin findet den ersten synthetischen Farbstoff, das Mauvein. Mansfield stirbt bei einem Unfall mit einem Teerölprodukt.
Schenzinger stellt im weiteren Teil dar, wie Grundstoffe aus dem Steinkohleteer genutzt wurden, um die ersten Heilstoffe gegen gefährliche Krankheiten zu entwickeln (Phenatidin, Acetanilid) – oder wie Farbstoffe für die Mikroskopie wertvoll wurden. Robert Koch nutzte den Farbstoff Methylenblau für Zellfärbungen und konnte den Tuberkulose-Bazillus nachweisen. Er beschrieb auch die erste synthetische Darstellung von Indigo, Alizarin oder die erste großchemische Herstellung von Schwefelsäure. Zu den Personen des Romans gehören auch Carl Duisberg, Heinrich von Brunck, Schering, Karl Graebe, Robert Koch, Rudolf Knietsch.
Die Technikgläubigkeit der 1920er Jahre bekommt bei Schenzinger einen entschieden nationalistischen Zug: deutsche Forscher wirken selbstlos zum Wohle der Menschheit, was die Siegermächte des Ersten Weltkriegs zu verhindern versuchen, indem sie die Früchte deutscher Geistesarbeit stehlen (was nach der entsprechenden Regelung des Versailler Vertrags den Tatsachen entspricht) oder durch dunkle Machenschaften die Entfaltung des von ihnen ausgehenden Segens zu hintertreiben suchen. Zu den Hintermännern dieser Machenschaften gehören „vorwiegend Händler […], die aus ihrem Blut und ihrer Gesinnung heraus dem neuen Deutschland nicht gewogen waren.“ Schenzinger stellt fest: „Der künstliche Werkstoff bedingt heute die Zukunft der deutschen Nation. Der künstliche Werkstoff ist zur deutschen Lebensfrage geworden.“
Anilin war auch noch in der Nachkriegszeit erfolgreich und erreichte 1951 eine Auflage von 1,6 Millionen. Allerdings handelte es sich um eine sehr sorgfältig durchgesehene, von allen nun anstößigen Formulierungen bereinigte Fassung. Das oben angeführte Zitat lautete in der Nachkriegsversion: „Der künstliche Werkstoff bedingt heute die Zukunft der deutschen Wirtschaft.“
Sein Roman Bei I.G. Farben befasst sich mit einer ähnlichen Thematik, schwerpunktmäßig aber mit der weiteren Entwicklung bei der I. G. Farben und wurde ebenso wie Anilin in den 1950er u. a. durch die Buchklubs von Bertelsmann einem größeren Publikum bekannt.

### Metall(1939)
Dieses Buch behandelt zum Anfang teils frei erfundene, vielfach – im späteren Teil – jedoch wahre Begebenheiten aus dem Leben von Naturwissenschaftlern, naturwissenschaftlichen Unternehmensgründern. Der Leser wird dabei geistiger Augenzeuge von Problemen, Gedanken, Hoffnungen der Forscher und Unternehmer. Das Buch umfasst etwa einen historischen Rahmen zwischen 1710 und 1910. Dabei erhält der Leser auch viel Hintergrund-Informationen über naturwissenschaftlich-technische Prozesse und Entwicklungen sowie Leistungen von Einzelforschern.
In einzelnen Episoden verpackte Schenzinger schriftstellerisch wichtige Bezugspunkte der Gesellschaft zu Metallen, Alchemie, Technik: Mord durch Goldgier (Ausklang Kapitel Gold), Ersetzung der Arbeitskraft durch Dampfmaschinen (Beginn Kapitel Eisen), Geschwindigkeit des Fortschritts und Wettbewerb von Unternehmern und Forschern, Zwiespalt des Forschers zwischen familiärem Glück und Forschungsarbeit (R. Mayer, W. Siemens).
Die Kapitelabfolge ist mit Metallnamen belegt: Gold, Silber, Eisen, Aluminium, Magnesium.
Jedes Kapitel umfasst zwei oder drei bahnbrechende Entwicklungen der Technikgeschichte.
Grundlage der Alchemie war, unedle Metalle in Gold oder Silber zu verwandeln, der Alchemist durchlief dabei einen Läuterungsprozess, der im individuellen Erkenntnisstreben mit dem gesamten Kosmos verbunden war.
Die Kapitelabfolge ist jedoch bewusst invers gewählt, sie geht vom Metall Gold zu Silber, Eisen, Aluminium und Magnesium.
„Gold“: Im ersten Kapitel wird der Zeitabschnitt von Georg Ernst Stahls Phlogiston-Theorie behandelt. In diesem Kapitel geht es weniger um technischen Fortschritt als vielmehr um Treue und Glauben.
„Silber“: Die Entdeckung des Sauerstoffs, die neue Atomtheorie und die Ablösung der Phlogistonlehre. Erzeugung des Stroms durch Voltaische Zellen. In dieser Zeitperiode werden französische, englische, italienische, deutsche Forscher (Antoine Laurent de Lavoisier, Jacques Alexandre César Charles, James Watt, Humphry Davy, Luigi Galvani, Alessandro Volta, Johann Wilhelm Ritter) und ihre Erfindungen dargestellt.
„Eisen“: Empfindungen der Maschinenstürmer, Entwicklung von Dampfmaschinen, Erforschung von Strom und Magnetismus, Fotografie, Energieerhaltungssatz. Die Entdeckungen und Schicksale von Forschern und Unternehmern wie Richard Trevithick, Robert Stephenson, Fox Talbot, André-Marie Ampère, Werner von Siemens, Julius Robert von Mayer
werden beschrieben.
„Aluminium“: Entwicklung des Elektrolyse-Verfahrens zur Gewinnung von Aluminium. Ablösung der Dampfmaschine durch Verbrennungsmotoren. Erhöhung der Geschwindigkeit und Verringerung des Gewichts von Verbrennungsmotoren. Beginn der Luftschifffahrt durch das Leichtmetall Aluminium. Lebensläufe von Forschern und Unternehmern: Paul Héroult, Nikolaus Otto, Gottlieb Daimler, Wilhelm Maybach, Otto Lilienthal, Ferdinand Graf von Zeppelin.

## Bücher
- 1919: Berggang in: Das Kestnerbuch. Böhme, Hannover. 1921 bei Rowohlt
- 1926: Ass! Ass! und Ass! Kiepenheuer, Potsdam.
- 1926: ††† – Das Drama mit den drei Kreuzen, Kiepenheuer, Potsdam.
- 1928: Abitur am Niagara, Josef Singer, Berlin.
- 1929:  Hinter Hamburg, Brückenverlag, Berlin.
- 1931: Man will uns kündigen, Dom Verlag, Berlin.
- 1932: Busse wandert aus, Berlin: Die Buchgemeinde.
- 1932: Es brennt in USA. Dom Verlag, Berlin.
- 1932: Der Hitlerjunge Quex, Zeitgeschichte-Verlag, Berlin u. a.
- 1933 bis 1940: Der Braune Reiter, Herausgeber und Schriftleiter der Zeitschrift des Braunen Buch-Rings des Zeitgeschichte-Verlags Wilhelm Andermann Berlin.
- 1933: Feuer in USA, Die Buchgemeinde, Berlin.
- 1933: Ein Deutscher wandert aus, Dom, Berlin.
- 1933: Wehe den Wehrlosen!, Zeitgeschichte-Verlag, Berlin u. a.
- 1933: Der erste deutsche Mai, Herausgeber des Bildbandes. Zeitgeschichte-Verlag, Berlin,
- 1934: Der Herrgottsbacher Schülermarsch, Zeitgeschichte-Verlag, Berlin.
- 1936: Der schwarze Ritter – Kriegserlebnisse des Kampffliegers Eduard Ritter von Schleich, Zeitgeschichte-Verlag, Berlin.
- 1936: Anilin, Zeitgeschichte-Verlag, Berlin.
- 1937: 1932 – Das unruhige Jahr – Die Geschichte einer deutschen Familie. Zeitgeschichte-Verlag, Berlin.
- 1939: Metall, Andermann, Berlin.
- 1950: Atom, Andermann, München.
- 1951: Schnelldampfer, Andermann, München u. a.
- 1951: Bei I.G. Farben, Andermann, München u. a.
- 1956: 99 % Wasser – Roman des Unentbehrlichen, Franckh, Stuttgart.
- 1957: Magie der lebenden Zelle, Andermann, München u. a.
- 1969: mit Heiner Simon und Anton Zischka: Heinrich Nordhoff, Andermann, München.